# Hwang Seon-a
Dans ce nom coréen, le nom de famille, Hwang, précède le nom personnel.
Pour les articles homonymes, voir Hwang.
Hwang Seon-a (hangeul : 황선아 ; hanja : 黃仙妸), née le 16 septembre 1989, est une escrimeuse sud-coréenne, spécialiste du sabre.

## Carrière
Hwang Seon-a participe pour la première fois à une compétition internationale en sénior en 2013, à l'occasion de la coupe du monde de Gand (challenge Yves Brasseur). Elle y atteint la première marche du podium par équipes, aux côtés de Kim Ji-yeon, Lee Ra-jin et Yoon Ji-su.
À peine un an plus tard, elle prend part aux championnats d'Asie 2014 avec ses compatriotes Kim Ji-yeon, Lee Ra-jin et Yoon Ji-su. Elles ne sont vaincues qu'en finale par la Chine, d'une touche seulement, et repartent donc avec l'argent. Elles participent ainsi au record de médailles que la Corée du Sud établit pendant ces championnats avec neuf médailles d'or, quatre d'argent et cinq de bronze.
Toujours avec la même équipe, Hwang participe à ses premiers Jeux asiatiques lors de leur 23e édition. Après avoir rencontré la Thaïlande en huitième de finale (45-21), puis Hong Kong en quart (45-19), elle rencontrent à nouveau la Chine en finale. Depuis 2002 et les Jeux asiatiques de Pusan, les Sud-coréennes ont toujours perdu leurs matchs face à ce pays. Malgré une fin de combat serrée, les Sud-coréennes l'emportent d'un point. Il s'agit de la première médaille d'or pour la Corée du Sud dans l'épreuve de sabre féminin par équipes.
Après cet évènement, elle rejoint le Iksan City Hall, club auquel appartient déjà Kim Ji-yeon. Elle a alors pour but d'être sélectionnée pour les Jeux olympiques d'été de 2016 à Rio de Janeiro. Elle atteint finalement son but et prend part à ces olympiades et atteint la 19e place, s'inclinant lors de son premier assaut contre la Française Manon Brunet en 16e de finale (11-15). Par équipes, les Sud-coréennes parviennent à un meilleur résultat mais sont toutefois éliminées en quart de finale par les Ukrainiennes. Elles finissent leur compétition en 5e position, après deux matchs de classements gagnés contre les Françaises et les Suisses.
L'année suivante, elle décroche l'argent à Taipei à l'occasion de l'Universiade d'été de 2017 en Chine. Tous ses assauts se déroulent sans accroc majeur, excepté en finale face à Anna Márton (12-15). Une fois les trois premières minutes écoulées, la Hongroise possède déjà une avance conséquente de sept touches que Hwang ne parvient pas à compenser.
Quelques mois avant la crise du coronavirus, Hwang participe une cinquième fois aux championnats du monde, cette fois-ci à Budapest. Si l'équipe nationale sud-coréenne (composée de Choi Soo-yeon, Kim Ji-yeon et Yoon Ji-su) n'atteint pas la finale, elle parvient toutefois à se hisser jusqu'à la troisième marche du podium, après une défaite contre la France (43-45) et une victoire face à l'Italie (45-35). Cette compétition fait suite aux championnats d'Asie 2019 au cours desquels les sabreuses avaient déjà remporté l'argent.

## Palmarès
- Championnats du monde
  -  Médaille d'argent par équipes aux championnats du monde 2017 à Leipzig
  -  Médaille de bronze par équipes aux championnats du monde 2018 à Wuxi
  -  Médaille de bronze par équipes aux championnats du monde 2019 à Budapest
- Universiades
  -  Médaille d'argent en individuel à l'Universiade d'été de 2017 à Taipei
- Coupe du monde
  -  Médaille d'argent par équipes à la Coupe du monde de New York sur la saison 2016-2017
  -  Médaille de bronze par équipes à la Coupe du monde de Dakar sur la saison 2013-2014
  -  Médaille de bronze par équipes au Trophée BNP Paribas à Orléans sur la saison 2017-2018
- Championnats d'Asie
  -  Médaille d'or par équipes aux championnats d'Asie 2015 à Singapour
  -  Médaille d'or en individuel aux championnats d'Asie 2016 à Wuxi
  -  Médaille d'argent par équipes aux championnats d'Asie 2014 à Suwon
  -  Médaille d'argent par équipes aux championnats d'Asie 2016 à Wuxi
  -  Médaille d'argent par équipes aux championnats d'Asie 2017 à Hong Kong
  -  Médaille d'argent par équipes aux championnats d'Asie 2018 à Bangkok
  -  Médaille d'argent par équipes aux championnats d'Asie 2019 à Tokyo
- Jeux asiatiques
  -  Médaille d'or par équipes aux Jeux asiatiques de 2014 à Incheon
  -  Médaille d'or par équipes aux Jeux asiatiques de 2018 à Jakarta

## Classement en fin de saison
| Année | 2013 | 2014 | 2015 | 2016 | 2017 | 2018 | 2019 | 2020 | 2021 | 2022 |
| ----- | ---- | ---- | ---- | ---- | ---- | ---- | ---- | ---- | ---- | ---- |
| Rang  | 112  | 30   | 17   | 19   | 38   | 43   | 33   | 44   | 44   | 50   |